# Kolbein Falkeid
Kolbein Falkeid (Haugesund, 19 de diciembre de 1933-27 de junio de 2021) fue un poeta noruego. Uno de los más ampliamente leídos.

## Biografía
Desde 1962, Kolbein Falkeid publicó treinta títulos, incluyendo: Los Terroristas (1980), que ha sido llevado a los escenarios en Bergen, en el Den Nationale Escena, así como en Japón, Nueva York, y Tel Aviv. 
Falkeid enseñó literatura y lengua noruegas en una escuela pública en su ciudad natal, en la costa oeste noruega. Anteriormente había enseñado literatura noruega en la Universidad de Münster (Westfälische Wilhelms Universidad) entre 1963 y 1966. 
Falkeid trabajó en el Consejo de Búsqueda de Noruega en 1974 y en el Consejo Literario de los Autores noruegos entre 1978 y 1984. También en el Consejo de Lengua noruego desde 1978 y en el consejo consultivo del noruego, como  Director de las Bibliotecas Públicas desde 1984.
Durante sus últimos años consiguió tener una amplia audiencia en Noruega, a través de sus colecciones de poesía propias y de su colaboración con la banda noruega la Vampiresa, quiénes han utilizado un número de sus textos para las letras de sus canciones. 
Kolbein Falkeid publicó traducciones a la lengua noruega de poemas muy variados, algunos de poetas como Pablo Neruda, Octavio Paz, Leopold Senghor, Nicanor Parra, D.H. Lawrence o Lawrence Ferlinghetti. Falkeid estuvo representado por el editor noruego J.W. Cappelens Forlag.

## Premios
Los honores incluyen la subvención artística más importante de Noruega, Statens Tienda Arbeidsstipendium, desde entonces 1978; el Cappelen Premio, 1985; la Academia sueca  Dobloug Premio, 1993; el Stavanger Aftenblad Premio Cultural, 1994; el Prøysen Premio, 1996; el título de Bergen Poeta de Festival Internacional del Año, 1998; el Herman Wildenvey Premio de Poesía, 2001; y el noruego Brage Premio, 2011.

## Obras seleccionadas
- Gjennom et glass-skår (1962)
- Vi (1966)
- Dissonans (1968)
- Reisenotater (1973)
- Afrika, mitt Afrika (1974)
- Horisontene (1975)
- Léopold Sédar Senghor: Senghors sanger (1976)
- Opp- og utbrudd (1978)
- Vagabondering (1979)
- Noen skritt unna (1980)
- Terroristene (1980)
- Redningsforsøk (1983)
- De andre (1983)
- Nå (1983)
- Trekket vestover: utvalgte dikt forord av Paal-Helge Haugen (1984)
- Gledepunkter (1985)
- Kaffekjelens vinger (1988)
- En annen sol (1989)
- Bølgelengder: dikt i utvalg ved Paal-Helge Haugen (Bokklubbens lyrikkvenner, 1991)
- Cappelen (1993)
- Gjest (1995)
- Utrøstelig bøddel (1997)
- De store strendenes samtale : dikt i utvalg ved Paal-Helge Haugen (1998)
- Torv: slit og trivsel på Haugalandet (Lokalhistorisk stiftelse, 1998)
- Haugalandet: ferd i folk og natur (Wigestrand forlag, 1999)
- Enslige utsikter (2000)
- Utestengt (2001)
- Vind, eple (2003)
- Samlede dikt (2003)
- Utvalgte dikt, ved Paal-Helge Haugen (2005)